# 2024 en tennis de table
| Années du tennis de table : 2021 - 2022 - 2023 - 2024 - 2025 - 2026 - 2027    |
| Décennies du tennis de table : 1990 - 2000 - 2010 - 2020 - 2030 - 2040 - 2050 |

Cet article présente les faits marquants de l'année 2024 en tennis de table.

## Évènements
- 28 janvier : Félix Lebrun remporte en simple le WTT Star Contender de Goa en battant en finale Hugo Calderano.

### Championnats
- Championnats du monde de tennis de table par équipes 2024 à Busan en Corée du Sud.
- Championnats d'Europe de tennis de table à Linz en Autriche

### Jeux olympiques
- Tennis de table aux Jeux olympiques d'été de 2024

#### Simple
- Simple messieurs de tennis de table aux Jeux olympiques d'été de 2024
- Simple dames de tennis de table aux Jeux olympiques d'été de 2024

#### Double
- Double mixte de tennis de table aux Jeux olympiques d'été de 2024

#### Équipes
- Tennis de table aux Jeux olympiques d'été de 2024 – Par équipes messieurs
- Tennis de table aux Jeux olympiques d'été de 2024 – Par équipes dames

### Jeux paralympiques
- Tennis de table aux Jeux paralympiques d'été de 2024